# فلوريد الهافنيوم الرباعي
فلوريد الهافنيوم الرباعي (أو رباعي فلوريد الهافنيوم) هو مركب كيميائي من عنصري الفلور والهافنيوم، له الصيغة الكيميائية HfF4، ويكون على شكل مسحوق بلوري أبيض اللون.

## الخواص
يوجد المركب في الحالة الصلبة على شكل بلورات تتبع النظام البلوري أحادي الميل، ويكون ترميز بيرسون لها: mS60، ويشبه بذلك فلوريد الزركونيوم الرباعي.
يتميز المركب بأنه يبقى صلباً عند درجات حرارة مرتفعة، وعند الدرجة 970 °س يتسامى (يتصعّد).

## اقرأ أيضاً
- فلوريد الزركونيوم الرباعي

## للاستزادة
- Benjamin, S. L., Levason, W., Pugh, D., Reid, G., Zhang, W., "Preparation and structures of coordination complexes of the very hard Lewis acids ZrF4 and HfF4", Dalton Transactions 2012, 41, 12548. دُوِي:10.1039/C2DT31501G